# Çınar
Çınar là một huyện thuộc tỉnh Diyarbakır, Thổ Nhĩ Kỳ. Huyện có diện tích 1990 km² và dân số thời điểm năm 2007 là 62871 người, mật độ 32 người/km².